# هاتون اورکو (هوانکاولیکا)
هاتون اورکو (به اسپانیایی: Hatun Urqu) یک کوه در پرو است که در Peru, Huancavelica Region, Huaytará Province واقع شده‌است. هاتون اورکو ۴٬۹۰۰ متر بالاتر از سطح دریا واقع شده‌است.